# أدريان ليكوفرور
أدريان ليكوفرور (5 أبريل 1692 - 20 مارس 1730) ممثلة فرنسية، اعتبرها الكثيرون الأعظم في عصرها. ولدت في الداميري ، ظهرت لأول مرة بشكل احترافي على خشبة المسرح في ليل. بعد ظهورها الأول في باريس في الكوميديا الفرنسية عام 1717 ، كانت تحظى بشعبية كبيرة لدى الجمهور. جنبا إلى جنب مع ميشيل بارون ، كان لها الفضل في تطوير نوع من التمثيل أكثر طبيعية وأقل أسلوبًا.